# Torcuato del Tricastin

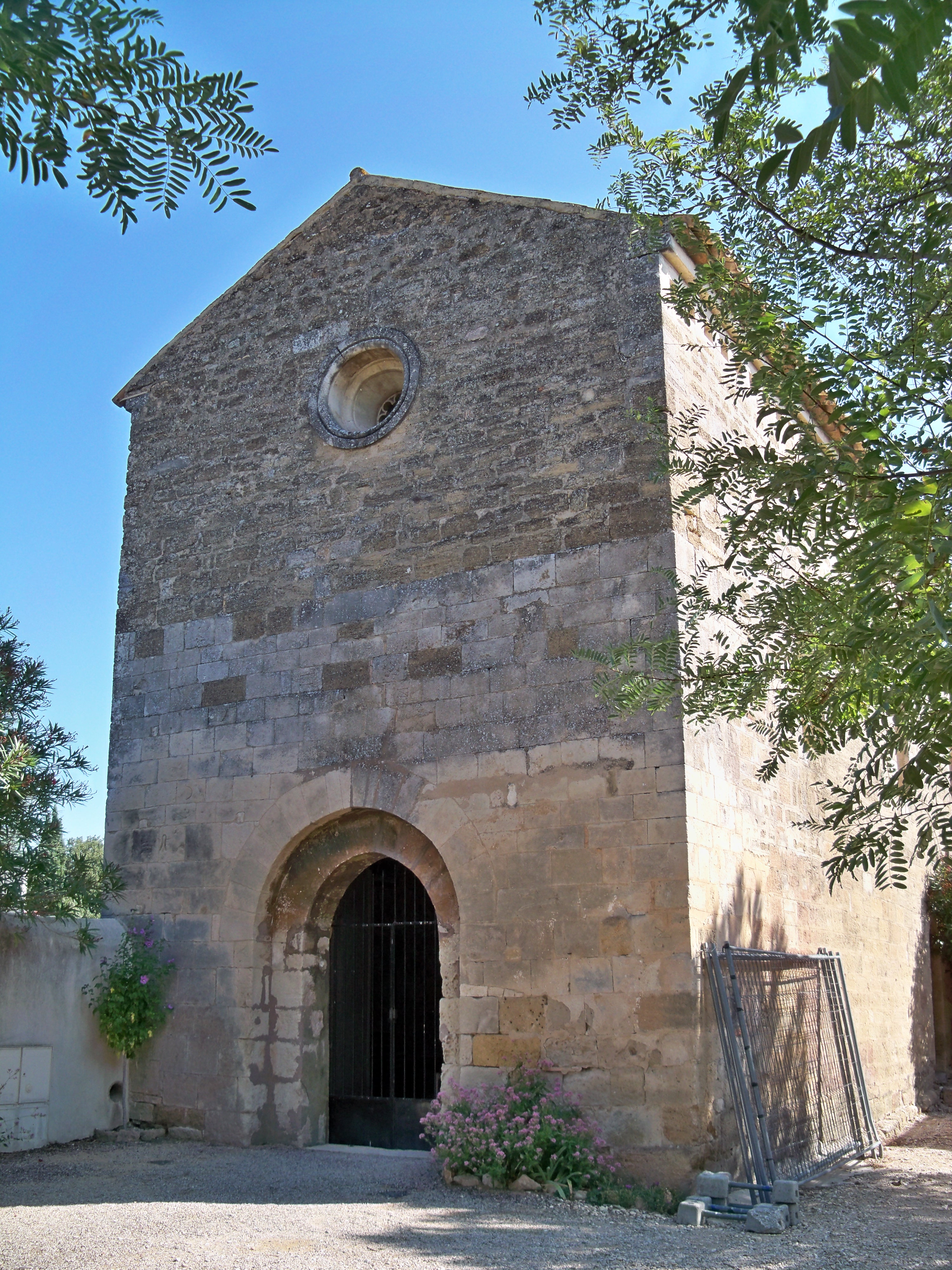
Capilla de Sant Torcuato en Suze-la-Rousse

Torcuato del Tricastin (en latín Torquatus, "que lleva un collar") fue el quinto obispo de Saint-Paul-Trois-Châteaux, en el Tricastin, en el Delfinado del Sur o Droma Provenzal (diócesis de Viviers), en el siglo IV. Su fiesta se celebra el 1 de febrero o el 31 de enero.
No se conoce dato alguno sobre su vida, aunque su nombre figura en los libros litúrgicos de aquel obispado hasta el siglo XVIII.